# Turkovčina
 Turkovčina  falu Horvátországban Zágráb megyében. Közigazgatásilag Bedenicához tartozik.

## Fekvése
Zágrábtól 33 km-re északkeletre, községközpontjától  3 km-re északnyugatra a Horvát Zagorje területén a megye északi részén fekszik.

## Története
A települést 1613-ban nemesi birtokként említik először. Neve a turk (török) népnévből származik.
1857-ben 215, 1910-ben 494 lakosa volt. Trianonig Zágráb vármegye Szentivánzelinai járásához tartozott. 2001-ben 376 lakosa volt.

## Külső hivatkozások
- Bedenica község hivatalos oldala
- Kalinski: Ojkonimija zelinskoga kraja. Zagreb. 1985.